# Пригоровский, Александр Васильевич
Александр Васильевич Пригоровский (2 (14) декабря 1824, Российская империя — 29 апреля (11 мая) 1890, Остров, Псковская губерния, Российская империя) — генерал-лейтенант, начальник Павловского военного училища.

## Биография
Александр Пригоровский родился 2 декабря 1824 года и происходил из дворян Черниговской губернии. Образование получил в 1-м Кадетском корпусе, после окончания которого в 1844 года ему был присвоен чин прапорщика лейб-гвардии Литовского полка, где и протекла вся его первоначальная служба. В составе этого полка он участвовал в Венгерской кампании, находясь в составе войск, сосредоточенных на западных пределах Российской империи. В 1854 — 1855 г. во время Крымской кампании был с полком в воинских частях, охранявших берега Эстляндской губернии. В 1858 году Александр Пригоровский был назначен командиром Кронштадтского линейного № 2-й батальона и произведен в подполковники.
С 1859 года он служил в 16-м стрелковом батальоне, в ноябре 1860 года был назначен командиром 3-го резервного, а в 1862 году — 2-го стрелковых батальонов. Командуя последним из них, Александр Пригоровский принял деятельное боевое участие в усмирении Польского восстания 1863 года в пределах Виленского военного округа. За разбитие восставших 17 августа при селе Пилатовщизне, близ Белостока, он был награждён орденом святого Станислава 2-й ст. с мечами, после чего был назначен частным военным начальником Августовского уезда.
В 1864 году Александр Пригоровский был назначен начальником войск, расположенных в Венгровском округе, а в 1864 году — командиром 95-го пехотного Красноярского полка. Этим полком он командовал до 13 июля 1868 года, когда был назначен исправляющим должность начальника 1-го военного Павловского училища.
В 1869 году Александр Пригоровский был произведен в генерал-майоры. В должности начальника Павловского училища он пробыл более 11 лет до 1879 г. Расстроенное здоровье вынудило его ходатайствовать о зачислении в запас, причем он был награждён чином генерал-лейтенанта.
А. В. Пригоровский умер 29 апреля 1890 года в городе Острове (Псковской губернии), где был погребен на городском кладбище.

## Награды
- Орден Святого Станислава 2-й степени с мечами.